# Bibliothèque Sainte-Cécile
La bibliothèque Sainte-Cécile  est une bibliothèque musicale de Rome, qui dépend de l'Académie nationale Sainte-Cécile.

## Histoire

### Fondation
La bibliothèque Sainte-Cécile est fondée le 27 février 1875, lorsque l'Académie royale Sainte-Cécile nomme Adolfo Berwin comme premier bibliothécaire de l'institution. Les étagères de l'Académie comptent environ quatre-vingts volumes. Un autre enseignant de l'école, le professeur de chant Alessandro Orsini, a ensuite l'intention de vendre aux enchères les ouvrages remarquables de sa bibliothèque personnelle. Par le biais de l'Académie, Adolfo Berwin réussit à convaincre le ministère de l'Éducation d'acheter l'ensemble.

### Le fonds Orsini
Compte tenu de l'étroitesse des locaux disponibles sur le site alors occupé par l'Académie, le fonds Orsini est temporairement placé dans une pièce de l'ancien Collège romain, que l'Académie vend après que lui soit accordée une partie de l'ancien couvent des Ursulines. En juin 1877, trois mois après l'ouverture du lycée de l'Académie, cette dernière annonce l'ouverture imminente au public de la bibliothèque universitaire, qui se fait finalement en 1878.

### Développement
Le noyau originel est représenté par le fonds Orsini, ainsi que par des collections entières donnés par les éditeurs milanais Giulio Ricordi et Giovannina Lucca, et le fonds Giovan Battista Cencetti. Adolfo Berwin reçoit souvent des dons de la maison d'édition historique Breitkopf & Härtel d'œuvres complètes de Wolfgang Amadeus Mozart, Ludwig van Beethoven, Felix Mendelssohn et Robert Schumann. Ainsi, entre le 1er avril 1875 et le 31 mars 1878, la bibliothèque compte 2 027 volumes. Les années suivantes, elle connaît une augmentation spectaculaire du nombre d'ouvrages, grâce à Adolfo Berwin, qui, en l'espace de 45 ans (1880-1925), compte 43 300 volumes imprimés.

### La division
Le ministère de la Justice instaure un statut juridique complexe, la bibliothèque étant séparée en deux parties distinctes, l'une possédée par l'Académie et l'autre par le gouvernement. Lorsqu'en 1923, le lycée est transformé en conservatoire, ce dernier hérite de la gestion de la bibliothèque publique. L'Académie, la province et la ville de Rome, veulent cependant continuer à veiller sur son sort. Tant et si bien que, même aujourd'hui, le conseil d'administration du Conservatoire comprend deux représentants de l'Académie, dont deux de la ville et l'un de la province, sans qu'il n'y ait pour autant une contribution financière de ces entités.

### Un double statut juridique
Avec l'entrée en vigueur de la loi no 262 du 2 mars 1963, les deux fonctions commencent à interférer, car cette loi n'est adaptée que pour les conservatoires dont la fonction exclusive est l'enseignement de la musique et non la gestion d'une bibliothèque. Sainte-Cécile ne ferme pas pour autant, malgré les difficultés auxquelles elle fait face et les fermetures successives de conservatoires italiens.

### De nos jours
Aujourd'hui, la bibliothèque Sainte-Cécile possède environ 200 000 ouvrages musicaux, 11 000 manuscrits, 125 périodiques aujourd'hui disparus, 98 périodiques toujours en cours de diffusion, 30 000 livrets, ainsi que 2 500 vinyles, CD et cassettes vidéo et audio.